# Фритцханд, Марек
Марек Фритцханд (пол. Marek Fritzhand, 12 октября 1913 — 2 декабря 1992) — польский философ и этик-марксист еврейского происхождения.
Профессор Варшавского университета. Разрабатывал проблемы этики и метаэтики. В 1972—1980 годах возглавлял Комитет философских наук Академии наук Польши. Основатель журнала «Etyka».
Под руководством Марка Фритцханда защитили диссертации С. Сарновский и другие.

## Книги
- Марксизм, гуманизм, мораль. М.: Прогресс, 1976